# Palmeiras do Tocantins
Palmeiras do Tocantins är en kommun i Brasilien.   Den ligger i delstaten Tocantins, i den centrala delen av landet, 1 000 km norr om huvudstaden Brasília. Antalet invånare är 5 746. Arean är 748 kvadratkilometer.
Terrängen i Palmeiras do Tocantins är huvudsakligen platt, men västerut är den kuperad.
Omgivningarna runt Palmeiras do Tocantins är huvudsakligen savann. Runt Palmeiras do Tocantins är det mycket glesbefolkat, med 7 invånare per kvadratkilometer.